# Rémy Belvaux
Rémy Belvaux (Namur, Bélgica; 10 de noviembre de 1967-Orry-la-Ville, 5 de septiembre de 2006) fue un actor, realizador, productor y cineasta belga. Fue realizador y actor del film C'est arrivé près de chez vous (Pasó cerca de tu casa) en 1992 y uno de los cuatro participantes del tartazo a Bill Gates el 4 de febrero de 1998, junto con Noël Godin.
Era hermano de Lucas Belvaux, también actor y director de cine, y de Bruno Belvaux, director de teatro.

## Biografía
De 1982 a 1984, Rémy Belvaux asistió al taller de tiras cómicas de la Academia de Bellas Artes en la ciudad de Châtelet, cerca de Charleroi (también conocido como taller Leonardo). Al mismo tiempo, continuó sus estudios secundarios de dibujo en el Instituto Félicien Rops de Namur.
Rémy Belvaux estaba decidido a seguir los pasos de su hermano Lucas, pero no se sentía actor. Por otra parte, tanto a nivel de dibujo como de guion, Rémy demostraba un talento indiscutible. Durante el año 1984, trabajó en una alocada sinopsis donde se trataba de la amante de su madre que pretendía dibujar al estilo de Yves Swolfs. La tira cómica de Durango era una de sus favoritas y Rémy apreciaba el diseño y el marco narrativo.
A través de uno de sus hermanos, Bruno , conoció a Benoît Poelvoorde. La amistad era “fusional” con él.
Rémy Belvaux estudió animación durante un año en escuela de arte La Cambre, antes de incorporarse a Insas, escuela superior de cine, dependiente de la Comunidad Francesa de Bélgica, en Bruselas. Fue allí donde conoció a André Bonzel y se reencontró con Benoît Poelvoorde, entonces estudiante de la Escuela de Investigación Gráfica (ERG). Rémy Belvaux y André Bonzel codirigieron, en 1987, un cortometraje de parodia Pas de C4 pour Daniel Daniel con Benoît Poelvoorde.
A principios de los 90, reeditaron la experiencia, rodando en blanco y negro, 16 mm inflados a 35 mm para su presentación en Cannes y por un presupuesto relativamente irrisorio (era un trabajo de fin de curso ampliado) C'est arrivé près de chez vous ("Ocurrió cerca de su casa"), falso documental lleno de humor negro y cínica parodia del famoso programa de televisión documental belga Strip-Tease. La película cuenta la historia de un equipo de televisión, cuyo periodista es Rémy Belvaux, que sigue paso a paso a Ben, un asesino a sueldo interpretado por Benoît Poelvoorde, cuyas peregrinaciones sangrientas están salpicadas de aforismos desconcertantes. La película fue un éxito en 1992. En la Semana de la Crítica de Cannes y, a pesar de las controversias sobre su violencia, se convertiría rápidamente en una película de culto. A Bonzel, camarógrafo, y Poelvoorde, actor, también se les atribuye la realización para reivindicar un trabajo común pero Belvaux es el verdadero director de la película. Le molestó el hecho de ser relegado a un segundo plano mientras Poelvoorde era muy demandado y al mismo tiempo lanzaría su carrera.
Se reencontró con Benoît Poelvoorde, pero como actor, en la serie de televisión Les Carnets de Monsieur Manatane.
El 4 de febrero de 1998 formó parte de un grupo de cuatro personas (junto a Noël Godin y Jan Bucquoy), que fueron multadas por arrojar un pastel de crema a la cara del empresario estadounidense y fundador de Microsoft, Bill Gates, el mismo que se encontraba de visita a Bruselas en ese momento.
Rémy Belvaux luego se dedicó a la dirección de películas publicitarias para Quad Productions. Allí se convirtió en uno de los directores más activos y creativos, firmando un gran número de spots en diez años.

## Fallecimiento
Rémy Belvaux se suicidó el 4 de septiembre de 2006 a la edad de 39 años arrojándose debajo de un tren en  Orry-la-Ville.

## Filmografía
Varias películas estudiantiles incluyendo 475° Fahrenheit (1 minuto 39 segundos) en 1986 y L'Amant de Maman, con Benoît Poelvoorde en el papel del amante, en 1987.
- 1987: Pas de C4 pour Daniel Daniel, cortometraje, dirigido con André Bonzel, con Benoît Poelvoorde y Lucas Belvaux.
- 1992: C'est arrivé près de chez vous (Pasó cerca de tu casa), dirigida con André Bonzel y Benoît Poelvoorde.